# Косаковский, Виктор Александрович
Виктор Александрович Косаковский (род. 19 июля 1961, Ленинград) — российский режиссёр-документалист и сценарист. Лауреат премий «Ника» (1998) и «Триумф» (1997).

## Биография
Учился в Ленинградском институте киноинженеров, с 1979 года работал на Ленинградской студии документальных фильмов.
В 1989 году закончил режиссёрскую мастерскую на Высших курсах сценаристов и режиссёров, ученик Бориса Галантера и Льва Николаева. В том же году дебютировал с фильмом «Лосев» о последних днях жизни русского философа Алексея Лосева.
В 2016 году получил приглашение войти в состав Американской академии киноискусств
В 2018 году на 75-м Венецианском кинофестивале представил фильм «Акварель» — это первый в истории фильм в формате 96 кадров в секунду.
В 2020 году его фильм «Гунда» был признан критиками одним из лучших фильмов года. Он прошёл в номинацию Кинопремии Северного совета, но её не выиграл.

## Общественная позиция
В феврале 2022 года выступил против вторжения России на Украину. Подписал открытое письмо КиноСоюза против военного вторжения России на Украину.

## Фильмография
- 1989 — Лосев
- 1991 — На днях
- 1993 — Беловы
- 1997 — Среда 19.07.61
- 1998 — Павел и Ляля
- 2000 — Я любил тебя
- 2002 — Тише!
- 2003 — Россия из моего окна
- 2005 — Свято
- 2011 — Да здравствуют антиподы!
- 2019 — Акварель
- 2020 — Гунда
- 2024 — Архитектон

## Награды
- 2021 Премия фестиваля «Артдокфест» за лучшую режиссуру — фильм «Гунда»
- 2012 Премия «Белый слон» за лучший документальный фильм Гильдии киноведов и кинокритиков России — фильм «Да здравствуют антиподы!»
- 2012 Гран-при открытого фестиваля документального кино «Россия» в Екатеринбурге — фильм «Да здравствуют антиподы!»
- 2012 Приз «Майяуаль» на кинофестивале в Гвадалахаре, Мексика — фильм «Да здравствуют антиподы!»
- 2011 Приз Riff Environmental Award фестиваля в Рейкьявике — фильм «Да здравствуют антиподы!»
- 2011 Номинация на премию за лучший документальный фильм Европейской киноакадемии — фильм «Да здравствуют антиподы!»
- 2003 Номинация на премию за лучший документальный фильм Европейской киноакадемии — фильм «Тише!»
- 2003 Номинация на приз «Золотой Хьюго» на кинофестивале в Чикаго — фильм «Тише!»
- 2003 Приз имени Йориса Ивенса на фестивале документального кино в Амстердаме — фильм «Беловы»
- 2003 Приз Wisselzak Trophy на фестивале документального кино в Амстердаме — фильм «Беловы»
- 1999 Приз за вклад в мировое кино на фестивале документального кино в Йиглаве
- 1998 Премия «Ника» за лучший неигровой фильм — фильм «Среда 19.07.1961»
- 1998 Специальный приз жюри на фестивале документального кино в Амстердаме — фильм «Павел и Ляля»
- 1998 Приз 'Findling' Award of the IVFK международного фестиваля неигрового и анимационного кино в Лейпциге (Германия) — фильм «Павел и Ляля»
- 1998 Почётный диплом международного фестиваля неигрового и анимационного кино в Лейпциге (Германия) — фильм «Павел и Ляля»
- 1997 Премия «Триумф» за выдающийся вклад в отечественную культуру
- 1997 Приз ФИПРЕССИ на Берлинском кинофестивале — фильм «Среда 19.07.1961»
- 1997 Приз за лучший документальный фильм на кинофестивале в Эдинбурге — фильм «Среда 19.07.1961»
- 1997 Почётная награда на кинофестивале в Карловых Варах — фильм «Среда 19.07.1961»
- 1994 Государственная премия Российской Федерации — за хроникально-документальный фильм «Беловы»[5]
- 1993 Приз «Золотой Кентавр» на кинофестивале «Послание к человеку» в Санкт-Петербурге — фильм «Беловы»